# 963
963 (CMLXIII) fue un año común comenzado en jueves del calendario juliano, en vigor en aquella fecha.

## Acontecimientos
- Fundación del Monasterio de la Gran Laura en el Monte Athos, Grecia.

## Nacimientos
- 11 de abril: Ricardo II de Normandía, Duque de Normandía.
- Elgiva de York, noble inglesa.

## Fallecimientos
- Romano II, emperador bizantino.